# Information Operations Group
 (mars 2014).
Si vous disposez d'ouvrages ou d'articles de référence ou si vous connaissez des sites web de qualité traitant du thème abordé ici, merci de compléter l'article en donnant les références utiles à sa vérifiabilité et en les liant à la section « Notes et références ».
L'Information Operations Group (Info Ops Gp), caserné à Heverlee (Brabant flamand), était une unité opérationnelle de la Défense belge qui appuie les unités de combat.
Le 2 juin 2019, il est renommé en Civil-Military Engagement Group (Ci-MEG).

## Missions
Ses principales tâches sur les théâtres d'opérations consistent à coordonner la collaboration des militaires avec les instances civiles, à assurer la communication avec la population et les autorités locales, à réagir à une éventuelle propagande anti-belge et à analyser tous les facteurs humains susceptibles d'influencer les missions.